# Mael Corboz
Mael Corboz (Mobile, 6 september 1994) is een Amerikaans voetballer van Franse afkomst die als middenvelder voor SC Verl speelt.

## Carrière
Mael Corboz speelde in de jeugd van de New York Red Bulls en speelde in het college soccer voor Rutgers Scarlet Knights en Maryland Terrapins. In 2016 werd hij als homegrown player deel van de selectie van New York Red Bulls, maar na een paar maanden vertrok hij alweer. Hij sloot aan bij Wilmington Hammerheads FC, uitkomend in de USL Championship. In de zomer van 2016 vertrok hij naar MSV Duisburg, waar hij in anderhalf seizoen alleen wedstrijden in de Niederrheinpokal speelde. Halverwege het seizoen 2017/18 vertrok hij naar SG Wattenscheid 09 waar hij tot 2019 speelde. In 2019 vertrok hij met ploeggenoot Nicolas Abdat naar Go Ahead Eagles. Hij debuteerde in de Eerste divisie op 9 augustus 2019, in de met 3-2 gewonnen thuiswedstrijd tegen MVV Maastricht. In de winterstop van het seizoen 2020/21 vertrok hij naar het Duitse SC Verl.

### Statistieken
| Seizoen                                                | Club                      | Land             | Competitie        | Competitie | Competitie | Beker | Beker | Overig* | Overig* | Totaal | Totaal |
| Seizoen                                                | Club                      | Land             | Competitie        | Wed.       | Dlp.       | Wed.  | Dlp.  | Wed.    | Dlp.    | Wed.   | Dlp.   |
| ------------------------------------------------------ | ------------------------- | ---------------- | ----------------- | ---------- | ---------- | ----- | ----- | ------- | ------- | ------ | ------ |
| 2012/13                                                | Rutgers Scarlet Knights   | Verenigde Staten | College soccer    | 35         | 10         | –     | –     | –       | –       | 35     | 10     |
| 2014/15                                                | Maryland Terrapins        | Verenigde Staten | College soccer    | 45         | 12         | –     | –     | –       | –       | 45     | 12     |
| 2016                                                   | New York Red Bulls        | Verenigde Staten | MLS               | 0          | 0          | 0     | 0     | 0       | 0       | 0      | 0      |
| 2016                                                   | Wilmington Hammerheads FC | Verenigde Staten | USLC              | 14         | 1          | 2     | 1     | –       | –       | 16     | 2      |
| 2016/17                                                | MSV Duisburg              | Duitsland        | 3. Liga           | 0          | 0          | 0     | 0     | 5       | 0       | 5      | 0      |
| 2017/18                                                | MSV Duisburg              | Duitsland        | 2. Bundesliga     | 0          | 0          | 0     | 0     | –       | –       | 0      | 0      |
| 2017/18                                                | SG Wattenscheid 09        | Duitsland        | Regionalliga West | 14         | 0          | –     | –     | –       | –       | 14     | 0      |
| 2018/19                                                | SG Wattenscheid 09        | Duitsland        | Regionalliga West | 33         | 5          | –     | –     | 1       | 0       | 34     | 5      |
| 2019/20                                                | Go Ahead Eagles           | Nederland        | Eerste divisie    | 25         | 5          | 4     | 0     | –       | –       | 29     | 5      |
| 2020/21                                                | Go Ahead Eagles           | Nederland        | Eerste divisie    | 14         | 0          | 0     | 0     | –       | –       | 14     | 0      |
| 2020/21                                                | SC Verl                   | Duitsland        | 3. Liga           | 5          | 0          | –     | –     | –       | –       | 5      | 0      |
| Carrièretotaal                                         | Carrièretotaal            | Carrièretotaal   | Carrièretotaal    | 185        | 33         | 6     | 1     | 6       | 0       | 197    | 34     |
| *Wedstrijden uit de Niederrheinpokal en Westfalenpokal |                           |                  |                   |            |            |       |       |         |         |        |        |
| Bijgewerkt op 2 februari 2021                          |                           |                  |                   |            |            |       |       |         |         |        |        |